# United Cup 2024
La United Cup 2024 è stata la 2ª edizione della United Cup, torneo di tennis riservato a squadre nazionali combinate. Hanno partecipato 18 squadre divise in 6 gironi suddivisi in due diverse città dell'Australia: la RAC Arena di Perth e la Ken Rosewall Arena di Sydney. L'evento si è svolto dal 29 dicembre 2023 al 7 gennaio 2024.

## Formato
Ogni città ha ospitato tre gironi di tre nazioni con il formato del Round Robin, che consiste in una partita di singolare maschile, una di singolare femminile e una partita di doppio misto.
Le squadre vincitrici dei gironi e la migliore seconda di ogni città si sono qualificate ai quarti di finale.
Le semifinali e la finale si sono svolte a Sydney.

## Qualificazioni
18 nazioni si sono qualificate secondo i seguenti criteri:
- Sei nazioni in base al Ranking ATP del proprio miglior tennista in singolare;
- Sei nazioni in base al Ranking WTA della propria miglior tennista in singolare;
- Le rimanenti sei nazioni in base al ranking combinato dei rispettivi numeri uno ATP e WTA.

L'Australia, in quanto paese ospitante, ha avuto diritto ad uno dei posti riservati alle sei nazioni con il miglior ranking combinato, in caso non sia già qualificata per l'effetto dei criteri precedenti.
Le squadre han potuto disporre fino a tre giocatori per ogni tour.

## Impianti
Perth e Sydney ospitano ciascuna tre dei sei gruppi a tre nazioni delle fase iniziale e due quarti di finale. Sidney ospita inoltre entrambe le semifinali e la finale negli ultimi due giorni del torneo.
| Perth            | Perth Sydney Impianti per l'United Cup 2024 | Perth Sydney Impianti per l'United Cup 2024 | Sydney            |
| Perth Arena      | Perth Sydney Impianti per l'United Cup 2024 | Perth Sydney Impianti per l'United Cup 2024 | NSW Tennis Centre |
| Capacità: 15 500 | Perth Sydney Impianti per l'United Cup 2024 | Perth Sydney Impianti per l'United Cup 2024 | Capacità: 10 500  |
|                  | Perth Sydney Impianti per l'United Cup 2024 | Perth Sydney Impianti per l'United Cup 2024 |                   |

## Punti e montepremio

### Punti per i ranking ATP e WTA
Le vittorie negli incontri di singolare hanno attribuito punti validi per i punteggi nel rispettivo ranking di appartenenza; i punti attributi erano in valore variabile sia in base al ranking dell'avversario battuto sia in base alla fase del torneo, secondo lo schema riportato in tabella:
| Turno            | Punti in caso di vittoria contro un avversario con classifica di ranking: | Punti in caso di vittoria contro un avversario con classifica di ranking: | Punti in caso di vittoria contro un avversario con classifica di ranking: | Punti in caso di vittoria contro un avversario con classifica di ranking: | Punti in caso di vittoria contro un avversario con classifica di ranking: | Punti in caso di vittoria contro un avversario con classifica di ranking: | Punti in caso di vittoria contro un avversario con classifica di ranking: |
| Turno            | tra 1 e 10                                                                | tra 11 e 20                                                               | tra 21 e 30                                                               | tra 31 e 50                                                               | tra 51 e 100                                                              | tra 101 e 250                                                             | oltre 251                                                                 |
| ---------------- | ------------------------------------------------------------------------- | ------------------------------------------------------------------------- | ------------------------------------------------------------------------- | ------------------------------------------------------------------------- | ------------------------------------------------------------------------- | ------------------------------------------------------------------------- | ------------------------------------------------------------------------- |
| Finale           | 180                                                                       | 140                                                                       | 120                                                                       | 90                                                                        | 60                                                                        | 40                                                                        | 35                                                                        |
| Semifinale       | 130                                                                       | 105                                                                       | 90                                                                        | 60                                                                        | 40                                                                        | 35                                                                        | 25                                                                        |
| Quarti di finale | 80                                                                        | 65                                                                        | 55                                                                        | 40                                                                        | 35                                                                        | 25                                                                        | 20                                                                        |
| Fase a giorni    | 55                                                                        | 45                                                                        | 40                                                                        | 35                                                                        | 25                                                                        | 20                                                                        | 15                                                                        |

Il punteggio massimo accumulabile da un singolo giocatore era di 500 punti. Inoltre, solo per il ranking WTA, la giocatrice che avesse vinto cinque incontri avrebbe ricevuto 500 punti; la giocatrice che avesse vinto quattro incontri avrebbe ricevuto un minimo di 325 punti.

### Montepremio
Il valore complessivo del montepremio della United Cup 2024 ammontava a 10.000.000 dollari. Il regolamento prevedeva l'attribuzione di un premio di partecipazione, di un premio per la vittoria nei singoli incontri e di un premio per le vittorie di squadra.

## Formazioni
16 nazioni si sono qualificate in base ai ranking ATP/WTA del 16 ottobre 2023 e alla decisione dei rispettivi giocatori di partecipare al torneo. Le due squadre rimanenti si sono qualificate in base al ranking ATP/WTA del 20 novembre 2023.
Le prime 16 nazioni partecipanti sono state annunciate il 19 ottobre 2023 e le rimanenti due il 21 novembre 2023.
| N. | Squadra       | Criterio | N. 1 ATP                    | Rank | N. 1 WTA               | Rank      | N. 2 ATP                | N. 2 WTA                | Doppio ATP                 | Doppio WTA                 | Capitano               |
| -- | ------------- | -------- | --------------------------- | ---- | ---------------------- | --------- | ----------------------- | ----------------------- | -------------------------- | -------------------------- | ---------------------- |
| 1  | Polonia       | WTA #1   | Hubert Hurkacz              | 9    | Iga Świątek            | 1         | Daniel Michalski        | Katarzyna Kawa          | Jan Zieliński              | Katarzyna Piter            | Tomasz Wiktorowski     |
| 2  | Grecia        | WTA #3   | Stefanos Tsitsipas          | 6    | Maria Sakkarī          | 9         | Stefanos Sakellaridis   | Despoina Papamichaīl    | Petros Tsitsipas           | Valentini Grammatikopoulou | Petros Tsitsipas       |
| 3  | Stati Uniti   | WTA #2   | Taylor Fritz                | 10   | Jessica Pegula         | 5         | Denis Kudla             | Alycia Parks            | Rajeev Ram                 | Desirae Krawczyk           | David Witt             |
| 4  | Francia       | WTA #5   | Adrian Mannarino            | 22   | Caroline Garcia        | 20        | Antoine Escoffier       | Amandine Hesse          | Édouard Roger-Vasselin     | Elixane Lechemia           | Édouard Roger-Vasselin |
| 5  | Rep. Ceca     | WTA #4   | Jiří Lehečka                | 31   | Markéta Vondroušová    | 7         | Vít Kopřiva             | Sára Bejlek             | Petr Nouza                 | Miriam Kolodziejová        | David Škoch            |
| 6  | Croazia       | Comb #1  | Borna Ćorić                 | 37   | Donna Vekić            | 23        | Nino Serdarušić         | Petra Marčinko          | Ivan Dodig                 | Tena Lukas                 | Iva Majoli             |
| 7  | Canada        | ATP #5   | Félix Auger-Aliassime       | 37   | Leylah Annie Fernandez | 23        | Alexis Galarneau        | Stacey Fung             | Adil Shamasdin             | —                          | Adil Shamasdin         |
| 8  | Gran Bretagna | Comb #2  | Cameron Norrie              | 18   | Katie Boulter          | 55        | Daniel Evans            | Francesca Jones         | Neal Skupski               | Maia Lumsden               | Colin Beecher          |
| 9  | Cina          | Comb #3  | Zhang Zhizhen               | 58   | Zheng Qinwen           | 15        | Bu Yunchaokete          | You Xiaodi              | Sun Fajing                 | —                          | Di Wu                  |
| 10 | Paesi Bassi   | Comb #4  | Tallon Griekspoor           | 23   | Arantxa Rus            | 51        | Thiemo de Bakker        | Arianne Hartono         | Wesley Koolhof             | Demi Schuurs               | Wesley Koolhof         |
| 11 | Spagna        | Comb #5  | Alejandro Davidovich Fokina | 26   | Sara Sorribes Tormo    | 47        | Roberto Carballés Baena | Marina Bassols Ribera   | David Vega Hernández       | Rosa Vicens Mas            | Jorge Aguirre          |
| 12 | Italia        | Comb #6  | Lorenzo Sonego              | 46   | Jasmine Paolini        | 30        | Flavio Cobolli          | Nuria Brancaccio        | Andrea Pellegrino          | Angelica Moratelli         | Renzo Furlan           |
| 13 | Serbia        | ATP #1   | Novak Đoković               | 1    | Olga Danilović         | 118       | Hamad Međedović         | Natalija Stevanović     | Nikola Ćaćić               | Dejana Radanović           | Viktor Troicki         |
| 14 | Norvegia      | ATP #2   | Casper Ruud                 | 11   | Malene Helgø           | 541       | Andreja Petrovic        | Ulrikke Eikeri          | Nicolai Budkov Kjaer       | —                          | Christian Ruud         |
| 15 | Australia     | ATP #4   | Alex de Minaur              | 12   | Ajla Tomljanović       | 33PR(289) | John Millman            | Storm Hunter            | Matthew Ebden              | Ellen Perez                | Lleyton Hewitt         |
| 16 | Germania      | ATP #3   | Alexander Zverev            | 7    | Angelique Kerber       | 31PR(NR)  | Maximilian Marterer     | Tatjana Maria           | Kai Wehnelt                | Laura Siegemund            | Torben Beltz           |
| 17 | Brasile       | WTA #6   | Thiago Seyboth Wild         | 79   | Beatriz Haddad Maia    | 11        | Felipe Meligeni Alves   | Carolina Meligeni Alves | Marcelo Melo               | —                          | Rafael Paciaroni       |
| 18 | Cile          | ATP #6   | Nicolás Jarry               | 19   | Daniela Seguel         | 667       | Alejandro Tabilo        | Fernanda Labraña        | Marcelo Tomás Barrios Vera | —                          | Jaime Fillol           |

- Ranking al 4 dicembre 2023.
- PR = Ranking Protetto
- NR = No Ranking

1. 1 2   Prize Money & Ranking Points, su United Cup. URL consultato il 26 dicembre 2024.
2. ↑   2024 ATP Official Rulebook - IV: World Championships, 4.03 K. ATP/WTA Ranking Points (PDF), su ATP Tour. URL consultato il 7 gennaio 2024.
3. 1 2 3    1. 3 ranking singolare WTA anziché doppio.
4. ↑    1. 3 ranking singolare ATP anziché doppio.

## Fase a gironi

### Riepilogo
I = incontri; P = partite; S = set
| Gruppo | Primo posto | Primo posto | Primo posto | Primo posto | Secondo posto | Secondo posto | Secondo posto | Secondo posto | Terzo posto   | Terzo posto | Terzo posto | Terzo posto |
| Gruppo | Squadra     | I           | P           | S           | Squadra       | I             | P             | S             | Squadra       | I           | P           | S           |
| ------ | ----------- | ----------- | ----------- | ----------- | ------------- | ------------- | ------------- | ------------- | ------------- | ----------- | ----------- | ----------- |
| A      | Polonia     | 2-0         | 5-1         | 11-3        | Spagna        | 1-1           | 3-3           | 6-7           | Brasile       | 0-2         | 1-5         | 3-10        |
| B      | Grecia      | 1-1         | 4-2         | 10-4        | Cile          | 1-1           | 3-3           | 7-8           | Canada        | 1-1         | 2-4         | 4-9         |
| C      | Australia   | 1-1         | 3-3         | 7-6         | Stati Uniti   | 1-1           | 3-3           | 7-7           | Gran Bretagna | 1-1         | 3-3         | 7-8         |
| D      | Francia     | 2-0         | 5-1         | 11-5        | Germania      | 1-1           | 3-3           | 8-8           | Italia        | 0-2         | 1-5         | 4-10        |
| E      | Serbia      | 2-0         | 4-2         | 9-7         | Cina          | 1-1           | 4-2           | 9-6           | Rep. Ceca     | 0-2         | 1-5         | 6-11        |
| F      | Norvegia    | 1-1         | 3-3         | 7-7         | Croazia       | 1-1           | 3-3           | 8-8           | Paesi Bassi   | 1-1         | 3-3         | 7-7         |

### Gruppo A
Città ospitante: Perth
| Pos. | Nazione | Incontri | Partite | Set  | S %    | Game  | G %    |
| ---- | ------- | -------- | ------- | ---- | ------ | ----- | ------ |
| 1    | Polonia | 2-0      | 5-1     | 11-3 | 78,57% | 79-41 | 65,83% |
| 2    | Spagna  | 1-1      | 3-3     | 6-7  | 46,15% | 51-63 | 44,74% |
| 3    | Brasile | 0-2      | 1-5     | 3-10 | 23,08% | 49-75 | 39,52% |

#### Spagna vs. Brasile
| Spagna 2 | RAC Arena, Perth, Australia 29 dicembre 2023 Cemento | RAC Arena, Perth, Australia 29 dicembre 2023 Cemento                                 | Brasile 1 |     |   |  |
| \| \| \| \| 1 \| 2 \| 3 \| \| \| - \| \| ------------------------------------------------------------------------------------ \| ---- \| --- \| - \| \| \| 1 \| \| Alejandro Davidovich Fokina Thiago Seyboth Wild \| 6 4 \| 6 0 \| \| \| \| 2 \| \| Sara Sorribes Tormo Beatriz Haddad Maia \| 61 7 \| 2 6 \| \| \| \| 3 \| \| Sara Sorribes Tormo / Alejandro Davidovich Fokina Beatriz Haddad Maia / Marcelo Melo \| 6 4 \| 7 5 \| \| \| |                                                      |                                                                                      |           |     |   |  |
| |                                                      |                                                                                      | 1         | 2   | 3 |  |
| 1 | Spagna (bandiera) · Brasile (bandiera)               | Alejandro Davidovich Fokina Thiago Seyboth Wild                                      | 6 4       | 6 0 |   |  |
| 2 | Spagna (bandiera) · Brasile (bandiera)               | Sara Sorribes Tormo Beatriz Haddad Maia                                              | 61 7      | 2 6 |   |  |
| 3 | Spagna (bandiera) · Brasile (bandiera)               | Sara Sorribes Tormo / Alejandro Davidovich Fokina Beatriz Haddad Maia / Marcelo Melo | 6 4       | 7 5 |   |  |

#### Polonia vs. Brasile
| Polonia 3 | RAC Arena, Perth, Australia 30 dicembre 2023 Cemento | RAC Arena, Perth, Australia 30 dicembre 2023 Cemento            | Brasile 0 |     |     |  |
| \| \| \| \| 1 \| 2 \| 3 \| \| \| - \| \| --------------------------------------------------------------- \| ---- \| --- \| --- \| \| \| 1 \| \| Iga Świątek Beatriz Haddad Maia \| 6 2 \| 6 2 \| \| \| \| 2 \| \| Hubert Hurkacz Thiago Seyboth Wild \| 64 7 \| 6 2 \| 6 3 \| \| \| 3 \| \| Iga Świątek / Hubert Hurkacz Beatriz Haddad Maia / Marcelo Melo \| 6 4 \| 6 3 \| \| \| |                                                      |                                                                 |           |     |     |  |
| |                                                      |                                                                 | 1         | 2   | 3   |  |
| 1 | Polonia (bandiera) · Brasile (bandiera)              | Iga Świątek Beatriz Haddad Maia                                 | 6 2       | 6 2 |     |  |
| 2 | Polonia (bandiera) · Brasile (bandiera)              | Hubert Hurkacz Thiago Seyboth Wild                              | 64 7      | 6 2 | 6 3 |  |
| 3 | Polonia (bandiera) · Brasile (bandiera)              | Iga Świątek / Hubert Hurkacz Beatriz Haddad Maia / Marcelo Melo | 6 4       | 6 3 |     |  |

#### Polonia vs. Spagna
| Polonia 2 | RAC Arena, Perth, Australia 1 gennaio 2024 Cemento | RAC Arena, Perth, Australia 1 gennaio 2024 Cemento                             | Spagna 1 |     |     |  |
| \| \| \| \| 1 \| 2 \| 3 \| \| \| - \| \| ------------------------------------------------------------------------------ \| --- \| --- \| --- \| \| \| 1 \| \| Hubert Hurkacz Alejandro Davidovich Fokina \| 6 3 \| 3 6 \| 4 6 \| \| \| 2 \| \| Iga Świątek Sara Sorribes Tormo \| 6 2 \| 6 1 \| \| \| \| 3 \| \| Iga Świątek / Hubert Hurkacz Sara Sorribes Tormo / Alejandro Davidovich Fokina \| 6 0 \| 6 0 \| \| \| |                                                    |                                                                                |          |     |     |  |
| |                                                    |                                                                                | 1        | 2   | 3   |  |
| 1 | Polonia (bandiera) · Spagna (bandiera)             | Hubert Hurkacz Alejandro Davidovich Fokina                                     | 6 3      | 3 6 | 4 6 |  |
| 2 | Polonia (bandiera) · Spagna (bandiera)             | Iga Świątek Sara Sorribes Tormo                                                | 6 2      | 6 1 |     |  |
| 3 | Polonia (bandiera) · Spagna (bandiera)             | Iga Świątek / Hubert Hurkacz Sara Sorribes Tormo / Alejandro Davidovich Fokina | 6 0      | 6 0 |     |  |

### Gruppo B
Città ospitante: Sydney
| Pos. | Nazione | Incontri | Partite | Set  | S %    | Game  | G %    |
| ---- | ------- | -------- | ------- | ---- | ------ | ----- | ------ |
| 1    | Grecia  | 1-1      | 4-2     | 10-4 | 71,42% | 74-53 | 58,26% |
| 2    | Cile    | 1-1      | 3-3     | 7-8  | 46,67% | 59-69 | 46,09% |
| 3    | Canada  | 1-1      | 2-4     | 4-9  | 30,76% | 56-67 | 45,52% |

#### Canada vs. Cile
| Canada 2 | Ken Rosewall Arena, Sydney, Australia 31 dicembre 2023 Cemento | Ken Rosewall Arena, Sydney, Australia 31 dicembre 2023 Cemento             | Cile 1 |     |      |  |
| \| \| \| \| 1 \| 2 \| 3 \| \| \| - \| \| -------------------------------------------------------------------------- \| --- \| --- \| ---- \| \| \| 1 \| \| Leylah Fernandez Daniela Seguel \| 6 2 \| 6 3 \| \| \| \| 2 \| \| Steven Diez Nicolás Jarry \| 5 7 \| 4 6 \| \| \| \| 3 \| \| Leylah Fernandez / Steven Diez Daniela Seguel / Marcelo Tomás Barrios Vera \| 7 5 \| 4 6 \| 10 8 \| \| |                                                                |                                                                            |        |     |      |  |
| |                                                                |                                                                            | 1      | 2   | 3    |  |
| 1 | Canada (bandiera) · Cile (bandiera)                            | Leylah Fernandez Daniela Seguel                                            | 6 2    | 6 3 |      |  |
| 2 | Canada (bandiera) · Cile (bandiera)                            | Steven Diez Nicolás Jarry                                                  | 5 7    | 4 6 |      |  |
| 3 | Canada (bandiera) · Cile (bandiera)                            | Leylah Fernandez / Steven Diez Daniela Seguel / Marcelo Tomás Barrios Vera | 7 5    | 4 6 | 10 8 |  |

#### Grecia vs. Cile
| Grecia 1 | Ken Rosewall Arena, Sydney, Australia 2 gennaio 2024 Cemento | Ken Rosewall Arena, Sydney, Australia 2 gennaio 2024 Cemento                   | Cile 2 |     |      |  |
| \| \| \| \| 1 \| 2 \| 3 \| \| \| - \| \| ------------------------------------------------------------------------------ \| ---- \| --- \| ---- \| \| \| 1 \| \| Maria Sakkarī Daniela Seguel \| 6 0 \| 6 1 \| \| \| \| 2 \| \| Stefanos Sakellaridis Nicolás Jarry \| 3 6 \| 6 3 \| 5 7 \| \| \| 3 \| \| Maria Sakkarī / Stefanos Tsitsipas Daniela Seguel / Marcelo Tomás Barrios Vera \| 7 65 \| 3 6 \| 6 10 \| \| |                                                              |                                                                                |        |     |      |  |
| |                                                              |                                                                                | 1      | 2   | 3    |  |
| 1 | Grecia (bandiera) · Cile (bandiera)                          | Maria Sakkarī Daniela Seguel                                                   | 6 0    | 6 1 |      |  |
| 2 | Grecia (bandiera) · Cile (bandiera)                          | Stefanos Sakellaridis Nicolás Jarry                                            | 3 6    | 6 3 | 5 7  |  |
| 3 | Grecia (bandiera) · Cile (bandiera)                          | Maria Sakkarī / Stefanos Tsitsipas Daniela Seguel / Marcelo Tomás Barrios Vera | 7 65   | 3 6 | 6 10 |  |

#### Grecia vs. Canada
| Grecia 3 | Ken Rosewall Arena, Sydney, Australia 3 gennaio 2024 Cemento | Ken Rosewall Arena, Sydney, Australia 3 gennaio 2024 Cemento                | Canada 0 |     |   |  |
| \| \| \| \| 1 \| 2 \| 3 \| \| \| - \| \| --------------------------------------------------------------------------- \| ---- \| --- \| - \| \| \| 1 \| \| Stefanos Tsitsipas Steven Diez \| 6 2 \| 6 3 \| \| \| \| 2 \| \| Maria Sakkarī Leylah Fernandez \| 7 62 \| 6 3 \| \| \| \| 3 \| \| Despoina Papamichaīl / Petros Tsitsipas Stacey Fung / Félix Auger-Aliassime \| 7 5 \| 6 4 \| \| \| |                                                              |                                                                             |          |     |   |  |
| |                                                              |                                                                             | 1        | 2   | 3 |  |
| 1 | Grecia (bandiera) · Canada (bandiera)                        | Stefanos Tsitsipas Steven Diez                                              | 6 2      | 6 3 |   |  |
| 2 | Grecia (bandiera) · Canada (bandiera)                        | Maria Sakkarī Leylah Fernandez                                              | 7 62     | 6 3 |   |  |
| 3 | Grecia (bandiera) · Canada (bandiera)                        | Despoina Papamichaīl / Petros Tsitsipas Stacey Fung / Félix Auger-Aliassime | 7 5      | 6 4 |   |  |

### Gruppo C
Città ospitante: Perth
| Pos. | Nazione       | Incontri | Partite | Set | S %    | Game  | G %    |
| ---- | ------------- | -------- | ------- | --- | ------ | ----- | ------ |
| 1    | Australia     | 1-1      | 3-3     | 7-6 | 53,85% | 68-59 | 53,54% |
| 2    | Stati Uniti   | 1-1      | 3-3     | 7-7 | 50,00% | 60-72 | 45,45% |
| 3    | Gran Bretagna | 1-1      | 3-3     | 7-8 | 46,67% | 75-72 | 51,02% |

#### Gran Bretagna vs. Australia
| Gran Bretagna 2 | RAC Arena, Perth, Australia 29 dicembre 2023 Cemento | RAC Arena, Perth, Australia 29 dicembre 2023 Cemento      | Australia 1 |      |      |  |
| \| \| \| \| 1 \| 2 \| 3 \| \| \| - \| \| --------------------------------------------------------- \| --- \| ---- \| ---- \| \| \| 1 \| \| Katie Boulter Ajla Tomljanović \| 6 2 \| 6 4 \| \| \| \| 2 \| \| Cameron Norrie Alex de Minaur \| 6 4 \| 2 6 \| 7 62 \| \| \| 3 \| \| Katie Boulter / Neal Skupski Storm Hunter / Matthew Ebden \| 3 6 \| 65 7 \| \| \| |                                                      |                                                           |             |      |      |  |
| |                                                      |                                                           | 1           | 2    | 3    |  |
| 1 | Gran Bretagna (bandiera) · Australia (bandiera)      | Katie Boulter Ajla Tomljanović                            | 6 2         | 6 4  |      |  |
| 2 | Gran Bretagna (bandiera) · Australia (bandiera)      | Cameron Norrie Alex de Minaur                             | 6 4         | 2 6  | 7 62 |  |
| 3 | Gran Bretagna (bandiera) · Australia (bandiera)      | Katie Boulter / Neal Skupski Storm Hunter / Matthew Ebden | 3 6         | 65 7 |      |  |

#### Stati Uniti vs. Gran Bretagna
| Stati Uniti 2 | RAC Arena, Perth, Australia 31 dicembre 2023 Cemento | RAC Arena, Perth, Australia 31 dicembre 2023 Cemento       | Gran Bretagna 1 |      |      |  |
| \| \| \| \| 1 \| 2 \| 3 \| \| \| - \| \| ---------------------------------------------------------- \| ---- \| ---- \| ---- \| \| \| 1 \| \| Jessica Pegula Katie Boulter \| 7 5 \| 4 6 \| 4 6 \| \| \| 2 \| \| Taylor Fritz Cameron Norrie \| 7 65 \| 6 4 \| \| \| \| 3 \| \| Jessica Pegula / Taylor Fritz Katie Boulter / Neal Skupski \| 1 6 \| 7 64 \| 10 7 \| \| |                                                      |                                                            |                 |      |      |  |
| |                                                      |                                                            | 1               | 2    | 3    |  |
| 1 | Stati Uniti (bandiera) · Gran Bretagna (bandiera)    | Jessica Pegula Katie Boulter                               | 7 5             | 4 6  | 4 6  |  |
| 2 | Stati Uniti (bandiera) · Gran Bretagna (bandiera)    | Taylor Fritz Cameron Norrie                                | 7 65            | 6 4  |      |  |
| 3 | Stati Uniti (bandiera) · Gran Bretagna (bandiera)    | Jessica Pegula / Taylor Fritz Katie Boulter / Neal Skupski | 1 6             | 7 64 | 10 7 |  |

#### Stati Uniti vs. Australia
| Stati Uniti 1 | RAC Arena, Perth, Australia 1 gennaio 2024 Cemento | RAC Arena, Perth, Australia 1 gennaio 2024 Cemento       | Australia 2 |     |   |  |
| \| \| \| \| 1 \| 2 \| 3 \| \| \| - \| \| -------------------------------------------------------- \| --- \| --- \| - \| \| \| 1 \| \| Taylor Fritz Alex de Minaur \| 4 6 \| 2 6 \| \| \| \| 2 \| \| Jessica Pegula Ajla Tomljanović \| 7 6 \| 6 3 \| \| \| \| 3 \| \| Jessica Pegula / Rajeev Ram Storm Hunter / Matthew Ebden \| 3 6 \| 1 6 \| \| \| |                                                    |                                                          |             |     |   |  |
| |                                                    |                                                          | 1           | 2   | 3 |  |
| 1 | Stati Uniti (bandiera) · Australia (bandiera)      | Taylor Fritz Alex de Minaur                              | 4 6         | 2 6 |   |  |
| 2 | Stati Uniti (bandiera) · Australia (bandiera)      | Jessica Pegula Ajla Tomljanović                          | 7 6         | 6 3 |   |  |
| 3 | Stati Uniti (bandiera) · Australia (bandiera)      | Jessica Pegula / Rajeev Ram Storm Hunter / Matthew Ebden | 3 6         | 1 6 |   |  |

### Gruppo D
Città ospitante: Sydney
| Pos. | Nazione  | Incontri | Partite | Set  | S %    | Game  | G %    |
| ---- | -------- | -------- | ------- | ---- | ------ | ----- | ------ |
| 1    | Francia  | 2-0      | 5-1     | 11-5 | 68,75% | 89-81 | 52,35% |
| 2    | Germania | 1-1      | 3-3     | 8-8  | 50,00% | 87-77 | 53,05% |
| 3    | Italia   | 0-2      | 1-5     | 4-10 | 28,57% | 63-81 | 43,75% |

#### Italia vs. Germania
| Italia 1 | Ken Rosewall Arena, Sydney, Australia 30 dicembre 2023 Cemento | Ken Rosewall Arena, Sydney, Australia 30 dicembre 2023 Cemento          | Germania 2 |     |     |  |
| \| \| \| \| 1 \| 2 \| 3 \| \| \| - \| \| ----------------------------------------------------------------------- \| ---- \| --- \| --- \| \| \| 1 \| \| Jasmine Paolini Angelique Kerber \| 6 4 \| 7 5 \| \| \| \| 2 \| \| Lorenzo Sonego Alexander Zverev \| 7 65 \| 3 6 \| 4 6 \| \| \| 3 \| \| Angelica Moratelli / Lorenzo Sonego Angelique Kerber / Alexander Zverev \| 3 6 \| 0 6 \| \| \| |                                                                |                                                                         |            |     |     |  |
| |                                                                |                                                                         | 1          | 2   | 3   |  |
| 1 | Italia (bandiera) · Germania (bandiera)                        | Jasmine Paolini Angelique Kerber                                        | 6 4        | 7 5 |     |  |
| 2 | Italia (bandiera) · Germania (bandiera)                        | Lorenzo Sonego Alexander Zverev                                         | 7 65       | 3 6 | 4 6 |  |
| 3 | Italia (bandiera) · Germania (bandiera)                        | Angelica Moratelli / Lorenzo Sonego Angelique Kerber / Alexander Zverev | 3 6        | 0 6 |     |  |

#### Francia vs. Germania
| Francia 2 | Ken Rosewall Arena, Sydney, Australia 1 gennaio 2024 Cemento | Ken Rosewall Arena, Sydney, Australia 1 gennaio 2024 Cemento                 | Germania 1 |     |       |  |
| \| \| \| \| 1 \| 2 \| 3 \| \| \| - \| \| ---------------------------------------------------------------------------- \| ---- \| --- \| ----- \| \| \| 1 \| \| Adrian Mannarino Alexander Zverev \| 6 4 \| 4 6 \| 3 6 \| \| \| 2 \| \| Caroline Garcia Angelique Kerber \| 1 6 \| 6 2 \| 6 2 \| \| \| 3 \| \| Caroline Garcia / Édouard Roger-Vasselin Angelique Kerber / Alexander Zverev \| 7 64 \| 2 6 \| 12 10 \| \| |                                                              |                                                                              |            |     |       |  |
| |                                                              |                                                                              | 1          | 2   | 3     |  |
| 1 | Francia (bandiera) · Germania (bandiera)                     | Adrian Mannarino Alexander Zverev                                            | 6 4        | 4 6 | 3 6   |  |
| 2 | Francia (bandiera) · Germania (bandiera)                     | Caroline Garcia Angelique Kerber                                             | 1 6        | 6 2 | 6 2   |  |
| 3 | Francia (bandiera) · Germania (bandiera)                     | Caroline Garcia / Édouard Roger-Vasselin Angelique Kerber / Alexander Zverev | 7 64       | 2 6 | 12 10 |  |

#### Francia vs. Italia
| Francia 3 | Ken Rosewall Arena, Sydney, Australia 3 gennaio 2024 Cemento | Ken Rosewall Arena, Sydney, Australia 3 gennaio 2024 Cemento                | Italia 0 |     |     |  |
| \| \| \| \| 1 \| 2 \| 3 \| \| \| - \| \| --------------------------------------------------------------------------- \| ---- \| --- \| --- \| \| \| 1 \| \| Adrian Mannarino Lorenzo Sonego \| 6 4 \| 6 4 \| \| \| \| 2 \| \| Caroline Garcia Jasmine Paolini \| 6 4 \| 5 7 \| 6 4 \| \| \| 3 \| \| Elixane Lechemia / Édouard Roger-Vasselin Nuria Brancaccio / Flavio Cobolli \| 7 65 \| 6 4 \| \| \| |                                                              |                                                                             |          |     |     |  |
| |                                                              |                                                                             | 1        | 2   | 3   |  |
| 1 | Francia (bandiera) · Italia (bandiera)                       | Adrian Mannarino Lorenzo Sonego                                             | 6 4      | 6 4 |     |  |
| 2 | Francia (bandiera) · Italia (bandiera)                       | Caroline Garcia Jasmine Paolini                                             | 6 4      | 5 7 | 6 4 |  |
| 3 | Francia (bandiera) · Italia (bandiera)                       | Elixane Lechemia / Édouard Roger-Vasselin Nuria Brancaccio / Flavio Cobolli | 7 65     | 6 4 |     |  |

### Gruppo E
Città ospitante: Perth
| Pos. | Nazione   | Incontri | Partite | Set  | S %    | Game   | G %    |
| ---- | --------- | -------- | ------- | ---- | ------ | ------ | ------ |
| 1    | Serbia    | 2-0      | 4-2     | 9-7  | 56,25% | 66-63. | 51,16% |
| 2    | Cina      | 1-1      | 4-2     | 9-6  | 60,00% | 70-51  | 57,85% |
| 3    | Rep. Ceca | 0-2      | 1-5     | 6-11 | 35,29% | 61-83  | 42,36% |

#### Repubblica Ceca vs. Cina
| Rep. Ceca 0 | RAC Arena, Perth, Australia 30 dicembre 2023 Cemento | RAC Arena, Perth, Australia 30 dicembre 2023 Cemento            | Cina 3 |     |     |  |
| \| \| \| \| 1 \| 2 \| 3 \| \| \| - \| \| --------------------------------------------------------------- \| --- \| --- \| --- \| \| \| 1 \| \| Jiří Lehečka Zhang Zhizhen \| 7 5 \| 3 6 \| 4 6 \| \| \| 2 \| \| Markéta Vondroušová Zheng Qinwen \| 1 6 \| 6 2 \| 1 6 \| \| \| 3 \| \| Markéta Vondroušová / Jiří Lehečka Zheng Qinwen / Zhang Zhizhen \| 1 6 \| 2 6 \| \| \| |                                                      |                                                                 |        |     |     |  |
| |                                                      |                                                                 | 1      | 2   | 3   |  |
| 1 | Rep. Ceca (bandiera) · Cina (bandiera)               | Jiří Lehečka Zhang Zhizhen                                      | 7 5    | 3 6 | 4 6 |  |
| 2 | Rep. Ceca (bandiera) · Cina (bandiera)               | Markéta Vondroušová Zheng Qinwen                                | 1 6    | 6 2 | 1 6 |  |
| 3 | Rep. Ceca (bandiera) · Cina (bandiera)               | Markéta Vondroušová / Jiří Lehečka Zheng Qinwen / Zhang Zhizhen | 1 6    | 2 6 |     |  |

#### Cina vs. Serbia
| Cina 1 | RAC Arena, Perth, Australia 31 dicembre 2023 Cemento | RAC Arena, Perth, Australia 31 dicembre 2023 Cemento        | Serbia 2 |     |      |  |
| \| \| \| \| 1 \| 2 \| 3 \| \| \| - \| \| ----------------------------------------------------------- \| --- \| --- \| ---- \| \| \| 1 \| \| Zhang Zhizhen Novak Đoković \| 3 6 \| 2 6 \| \| \| \| 2 \| \| Zheng Qinwen Olga Danilović \| 6 4 \| 6 2 \| \| \| \| 3 \| \| Zheng Qinwen / Zhang Zhizhen Olga Danilović / Novak Đoković \| 4 6 \| 6 1 \| 6 10 \| \| |                                                      |                                                             |          |     |      |  |
| |                                                      |                                                             | 1        | 2   | 3    |  |
| 1 | Cina (bandiera) · Serbia (bandiera)                  | Zhang Zhizhen Novak Đoković                                 | 3 6      | 2 6 |      |  |
| 2 | Cina (bandiera) · Serbia (bandiera)                  | Zheng Qinwen Olga Danilović                                 | 6 4      | 6 2 |      |  |
| 3 | Cina (bandiera) · Serbia (bandiera)                  | Zheng Qinwen / Zhang Zhizhen Olga Danilović / Novak Đoković | 4 6      | 6 1 | 6 10 |  |

#### Repubblica Ceca vs. Serbia
| Rep. Ceca 1 | RAC Arena, Perth, Australia 2 gennaio 2024 Cemento | RAC Arena, Perth, Australia 2 gennaio 2024 Cemento                | Serbia 2 |      |      |  |
| \| \| \| \| 1 \| 2 \| 3 \| \| \| - \| \| ----------------------------------------------------------------- \| --- \| ---- \| ---- \| \| \| 1 \| \| Markéta Vondroušová Olga Danilović \| 6 1 \| 3 6 \| 6 3 \| \| \| 2 \| \| Jiří Lehečka Novak Đoković \| 1 6 \| 7 63 \| 1 6 \| \| \| 3 \| \| Miriam Kolodziejová / Petr Nouza Olga Danilović / Hamad Međedović \| 6 4 \| 62 7 \| 8 10 \| \| |                                                    |                                                                   |          |      |      |  |
| |                                                    |                                                                   | 1        | 2    | 3    |  |
| 1 | Rep. Ceca (bandiera) · Serbia (bandiera)           | Markéta Vondroušová Olga Danilović                                | 6 1      | 3 6  | 6 3  |  |
| 2 | Rep. Ceca (bandiera) · Serbia (bandiera)           | Jiří Lehečka Novak Đoković                                        | 1 6      | 7 63 | 1 6  |  |
| 3 | Rep. Ceca (bandiera) · Serbia (bandiera)           | Miriam Kolodziejová / Petr Nouza Olga Danilović / Hamad Međedović | 6 4      | 62 7 | 8 10 |  |

### Gruppo F
Città ospitante: Sydney
| Pos. | Nazione     | Incontri | Partite | Set | S %    | Game  | G %    |
| ---- | ----------- | -------- | ------- | --- | ------ | ----- | ------ |
| 1    | Norvegia    | 1-1      | 3-3     | 7-7 | 50,00% | 66-63 | 51,16% |
| 2    | Croazia     | 1-1      | 3-3     | 8-8 | 50,00% | 67-68 | 49,62% |
| 3    | Paesi Bassi | 1-1      | 3-3     | 7-7 | 50,00% | 66-68 | 49,25% |

#### Paesi Bassi vs. Norvegia
| Paesi Bassi 2 | Ken Rosewall Arena, Sydney, Australia 30 dicembre 2023 Cemento | Ken Rosewall Arena, Sydney, Australia 30 dicembre 2023 Cemento | Norvegia 1 |     |   |  |
| \| \| \| \| 1 \| 2 \| 3 \| \| \| - \| \| ---------------------------------------------------------- \| ---- \| --- \| - \| \| \| 1 \| \| Arantxa Rus Malene Helgø \| 7 64 \| 6 1 \| \| \| \| 2 \| \| Tallon Griekspoor Casper Ruud \| 3 6 \| 4 6 \| \| \| \| 3 \| \| Demi Schuurs / Wesley Koolhof Ulrikke Eikeri / Casper Ruud \| 7 65 \| 7 5 \| \| \| |                                                                |                                                                |            |     |   |  |
| |                                                                |                                                                | 1          | 2   | 3 |  |
| 1 | Paesi Bassi (bandiera) · Norvegia (bandiera)                   | Arantxa Rus Malene Helgø                                       | 7 64       | 6 1 |   |  |
| 2 | Paesi Bassi (bandiera) · Norvegia (bandiera)                   | Tallon Griekspoor Casper Ruud                                  | 3 6        | 4 6 |   |  |
| 3 | Paesi Bassi (bandiera) · Norvegia (bandiera)                   | Demi Schuurs / Wesley Koolhof Ulrikke Eikeri / Casper Ruud     | 7 65       | 7 5 |   |  |

#### Croazia vs. Norvegia
| Croazia 1 | Ken Rosewall Arena, Sydney, Australia 1 gennaio 2024 Cemento | Ken Rosewall Arena, Sydney, Australia 1 gennaio 2024 Cemento | Norvegia 2 |     |      |  |
| \| \| \| \| 1 \| 2 \| 3 \| \| \| - \| \| ----------------------------------------------------- \| --- \| --- \| ---- \| \| \| 1 \| \| Borna Ćorić Casper Ruud \| 4 6 \| 1 6 \| \| \| \| 2 \| \| Donna Vekić Malene Helgø \| 7 5 \| 3 6 \| 6 3 \| \| \| 3 \| \| Donna Vekić / Ivan Dodig Ulrikke Eikeri / Casper Ruud \| 2 6 \| 6 3 \| 7 10 \| \| |                                                              |                                                              |            |     |      |  |
| |                                                              |                                                              | 1          | 2   | 3    |  |
| 1 | Croazia (bandiera) · Norvegia (bandiera)                     | Borna Ćorić Casper Ruud                                      | 4 6        | 1 6 |      |  |
| 2 | Croazia (bandiera) · Norvegia (bandiera)                     | Donna Vekić Malene Helgø                                     | 7 5        | 3 6 | 6 3  |  |
| 3 | Croazia (bandiera) · Norvegia (bandiera)                     | Donna Vekić / Ivan Dodig Ulrikke Eikeri / Casper Ruud        | 2 6        | 6 3 | 7 10 |  |

#### Croazia vs. Paesi Bassi
| Croazia 2 | Ken Rosewall Arena, Sydney, Australia 2 gennaio 2024 Cemento | Ken Rosewall Arena, Sydney, Australia 2 gennaio 2024 Cemento | Paesi Bassi 1 |     |       |  |
| \| \| \| \| 1 \| 2 \| 3 \| \| \| - \| \| ------------------------------------------------------ \| ---- \| --- \| ----- \| \| \| 1 \| \| Borna Ćorić Tallon Griekspoor \| 7 64 \| 6 4 \| \| \| \| 2 \| \| Donna Vekić Arantxa Rus \| 6 2 \| 3 6 \| 6 1 \| \| \| 3 \| \| Donna Vekić / Ivan Dodig Demi Schuurs / Wesley Koolhof \| 7 63 \| 3 6 \| 12 14 \| \| |                                                              |                                                              |               |     |       |  |
| |                                                              |                                                              | 1             | 2   | 3     |  |
| 1 | Croazia (bandiera) · Paesi Bassi (bandiera)                  | Borna Ćorić Tallon Griekspoor                                | 7 64          | 6 4 |       |  |
| 2 | Croazia (bandiera) · Paesi Bassi (bandiera)                  | Donna Vekić Arantxa Rus                                      | 6 2           | 3 6 | 6 1   |  |
| 3 | Croazia (bandiera) · Paesi Bassi (bandiera)                  | Donna Vekić / Ivan Dodig Demi Schuurs / Wesley Koolhof       | 7 63          | 3 6 | 12 14 |  |

### Raffronto fra le nazioni seconde classificate
Città ospitante: Perth
| Pos. | Nazione     | Incontri | Partite | Set | S %    | Game  | G %    |
| ---- | ----------- | -------- | ------- | --- | ------ | ----- | ------ |
| 1    | Cina        | 1-1      | 4-2     | 9-6 | 60,00% | 70-51 | 57,85% |
| 2    | Stati Uniti | 1-1      | 3-3     | 7-7 | 50,00% | 60-72 | 45,45% |
| 3    | Spagna      | 1-1      | 3-3     | 6-7 | 46,15% | 51-63 | 44,74% |

Città ospitante: Sydney
| Pos. | Nazione  | Incontri | Partite | Set | S %    | Game  | G %    |
| ---- | -------- | -------- | ------- | --- | ------ | ----- | ------ |
| 1    | Germania | 1-1      | 3-3     | 8-8 | 50,00% | 77-66 | 53,05% |
| 2    | Croazia  | 1-1      | 3-3     | 8-8 | 50,00% | 67-68 | 49,62% |
| 3    | Cile     | 1-1      | 3-3     | 7-8 | 46,67% | 59-69 | 46,09% |

## Fase a eliminazione diretta

### Tabellone
|  | Quarti di finale | Quarti di finale | Quarti di finale |          |    | Semifinali | Semifinali | Semifinali |  |  | Finale | Finale | Finale |  |
|  |                  |                  |                  |          |    |            |            |            |  |  |        |        |        |  |
|  | 1                | Polonia          | 3                |          |    |            |            |            |  |  |        |        |        |  |
|  | 1                | Polonia          | 3                |          |    |            |            |            |  |  |        |        |        |  |
|  | 9                | Cina             | 0                |          |    |            |            |            |  |  |        |        |        |  |
|  | 9                | Cina             | 0                |          | 1  | Polonia    | 3          |            |  |  |        |        |        |  |
|  |                  |                  |                  |          | 1  | Polonia    | 3          |            |  |  |        |        |        |  |
|  |                  |                  | 4                | Francia  | 0  |            |            |            |  |  |        |        |        |  |
|  | 4                | Francia          | 4                | Francia  | 0  | 2          |            |            |  |  |        |        |        |  |
|  | 4                | Francia          |                  |          |    |            |            |            |  |  |        |        |        |  |
|  | 14               | Norvegia         | 1                |          |    |            |            |            |  |  |        |        |        |  |
|  | 14               | Norvegia         | 1                |          | 1  | Polonia    | 1          |            |  |  |        |        |        |  |
|  |                  |                  |                  |          |    |            |            |            |  |  |        |        |        |  |
|  |                  |                  | 16               | Germania | 2  |            |            |            |  |  |        |        |        |  |
|  | 15               | Australia        | 16               | Germania | 2  | 3          |            |            |  |  |        |        |        |  |
|  | 15               | Australia        |                  |          |    |            |            |            |  |  |        |        |        |  |
|  | 13               | Serbia           | 0                |          |    |            |            |            |  |  |        |        |        |  |
|  | 13               | Serbia           | 0                |          | 15 | Australia  | 1          |            |  |  |        |        |        |  |
|  |                  |                  |                  |          | 15 | Australia  | 1          |            |  |  |        |        |        |  |
|  |                  |                  | 16               | Germania | 2  |            |            |            |  |  |        |        |        |  |
|  | 2                | Grecia           | 16               | Germania | 2  | 1          |            |            |  |  |        |        |        |  |
|  | 2                | Grecia           |                  |          |    |            |            |            |  |  |        |        |        |  |
|  | 16               | Germania         | 2                |          |    |            |            |            |  |  |        |        |        |  |

### Quarti di finale

#### Polonia vs. Cina
| Polonia 3 | RAC Arena, Perth, Australia 3 gennaio 2024 Cemento | RAC Arena, Perth, Australia 3 gennaio 2024 Cemento      | Cina 0 |     |      |  |
| \| \| \| \| 1 \| 2 \| 3 \| \| \| - \| \| ------------------------------------------------------- \| --- \| --- \| ---- \| \| \| 1 \| \| Hubert Hurkacz Zhang Zhizhen \| 6 3 \| 6 4 \| \| \| \| 2 \| \| Iga Świątek Zheng Qinwen \| 6 2 \| 6 3 \| \| \| \| 3 \| \| Katarzyna Piter / Jan Zieliński You Xiaodi / Sun Fajing \| 6 3 \| 5 7 \| 10 7 \| \| |                                                    |                                                         |        |     |      |  |
| |                                                    |                                                         | 1      | 2   | 3    |  |
| 1 | Polonia (bandiera) · Cina (bandiera)               | Hubert Hurkacz Zhang Zhizhen                            | 6 3    | 6 4 |      |  |
| 2 | Polonia (bandiera) · Cina (bandiera)               | Iga Świątek Zheng Qinwen                                | 6 2    | 6 3 |      |  |
| 3 | Polonia (bandiera) · Cina (bandiera)               | Katarzyna Piter / Jan Zieliński You Xiaodi / Sun Fajing | 6 3    | 5 7 | 10 7 |  |

#### Francia vs. Norvegia
| Francia 2 | Ken Rosewall Arena, Sydney, Australia 4 gennaio 2024 Cemento | Ken Rosewall Arena, Sydney, Australia 4 gennaio 2024 Cemento          | Norvegia 1 |     |      |  |
| \| \| \| \| 1 \| 2 \| 3 \| \| \| - \| \| --------------------------------------------------------------------- \| --- \| --- \| ---- \| \| \| 1 \| \| Caroline Garcia Malene Helgø \| 6 2 \| 6 7 \| 7 65 \| \| \| 2 \| \| Adrian Mannarino Casper Ruud \| 1 6 \| 4 6 \| \| \| \| 3 \| \| Caroline Garcia / Édouard Roger-Vasselin Ulrikke Eikeri / Casper Ruud \| 7 5 \| 6 4 \| \| \| |                                                              |                                                                       |            |     |      |  |
| |                                                              |                                                                       | 1          | 2   | 3    |  |
| 1 | Francia (bandiera) · Norvegia (bandiera)                     | Caroline Garcia Malene Helgø                                          | 6 2        | 6 7 | 7 65 |  |
| 2 | Francia (bandiera) · Norvegia (bandiera)                     | Adrian Mannarino Casper Ruud                                          | 1 6        | 4 6 |      |  |
| 3 | Francia (bandiera) · Norvegia (bandiera)                     | Caroline Garcia / Édouard Roger-Vasselin Ulrikke Eikeri / Casper Ruud | 7 5        | 6 4 |      |  |

#### Australia vs. Serbia
| Australia 3 | RAC Arena, Perth, Australia 3 gennaio 2024 Cemento | RAC Arena, Perth, Australia 3 gennaio 2024 Cemento           | Serbia 0 |     |   |  |
| \| \| \| \| 1 \| 2 \| 3 \| \| \| - \| \| ------------------------------------------------------------ \| --- \| --- \| - \| \| \| 1 \| \| Alex de Minaur Novak Đoković \| 6 4 \| 6 4 \| \| \| \| 2 \| \| Ajla Tomljanović Natalija Stevanović \| 6 1 \| 6 1 \| \| \| \| 3 \| \| Storm Hunter / Matthew Ebden Dejana Radanović / Nikola Ćaćić \| 6 3 \| 6 3 \| \| \| |                                                    |                                                              |          |     |   |  |
| |                                                    |                                                              | 1        | 2   | 3 |  |
| 1 | Australia (bandiera) · Serbia (bandiera)           | Alex de Minaur Novak Đoković                                 | 6 4      | 6 4 |   |  |
| 2 | Australia (bandiera) · Serbia (bandiera)           | Ajla Tomljanović Natalija Stevanović                         | 6 1      | 6 1 |   |  |
| 3 | Australia (bandiera) · Serbia (bandiera)           | Storm Hunter / Matthew Ebden Dejana Radanović / Nikola Ćaćić | 6 3      | 6 3 |   |  |

#### Grecia vs. Germania
| Grecia 1 | Ken Rosewall Arena, Sydney, Australia 5 gennaio 2024 Cemento | Ken Rosewall Arena, Sydney, Australia 5 gennaio 2024 Cemento        | Germania 2 |     |   |  |
| \| \| \| \| 1 \| 2 \| 3 \| \| \| - \| \| ------------------------------------------------------------------- \| --- \| --- \| - \| \| \| 1 \| \| Maria Sakkarī Angelique Kerber \| 6 0 \| 6 3 \| \| \| \| 2 \| \| Stefanos Tsitsipas Alexander Zverev \| 4 6 \| 4 6 \| \| \| \| 3 \| \| Maria Sakkarī / Petros Tsitsipas Laura Siegemund / Alexander Zverev \| 3 6 \| 3 6 \| \| \| |                                                              |                                                                     |            |     |   |  |
| |                                                              |                                                                     | 1          | 2   | 3 |  |
| 1 | Grecia (bandiera) · Germania (bandiera)                      | Maria Sakkarī Angelique Kerber                                      | 6 0        | 6 3 |   |  |
| 2 | Grecia (bandiera) · Germania (bandiera)                      | Stefanos Tsitsipas Alexander Zverev                                 | 4 6        | 4 6 |   |  |
| 3 | Grecia (bandiera) · Germania (bandiera)                      | Maria Sakkarī / Petros Tsitsipas Laura Siegemund / Alexander Zverev | 3 6        | 3 6 |   |  |

### Semifinali

#### Polonia vs. Francia
| Polonia 3 | Ken Rosewall Arena, Sydney, Australia 6 gennaio 2024 Cemento | Ken Rosewall Arena, Sydney, Australia 6 gennaio 2024 Cemento             | Francia 0 |     |     |  |
| \| \| \| \| 1 \| 2 \| 3 \| \| \| - \| \| ------------------------------------------------------------------------ \| --- \| --- \| --- \| \| \| 1 \| \| Iga Świątek Caroline Garcia \| 4 6 \| 6 1 \| 6 1 \| \| \| 2 \| \| Hubert Hurkacz Adrian Mannarino \| 6 3 \| 7 5 \| \| \| \| 3 \| \| Katarzyna Kawa / Jan Zieliński Elixane Lechemia / Édouard Roger-Vasselin \| 6 3 \| 6 3 \| \| \| |                                                              |                                                                          |           |     |     |  |
| |                                                              |                                                                          | 1         | 2   | 3   |  |
| 1 | Polonia (bandiera) · Francia (bandiera)                      | Iga Świątek Caroline Garcia                                              | 4 6       | 6 1 | 6 1 |  |
| 2 | Polonia (bandiera) · Francia (bandiera)                      | Hubert Hurkacz Adrian Mannarino                                          | 6 3       | 7 5 |     |  |
| 3 | Polonia (bandiera) · Francia (bandiera)                      | Katarzyna Kawa / Jan Zieliński Elixane Lechemia / Édouard Roger-Vasselin | 6 3       | 6 3 |     |  |

#### Australia vs. Germania
| Australia 1 | Ken Rosewall Arena, Sydney, Australia 6 gennaio 2024 Cemento | Ken Rosewall Arena, Sydney, Australia 6 gennaio 2024 Cemento    | Germania 2 |      |       |  |
| \| \| \| \| 1 \| 2 \| 3 \| \| \| - \| \| --------------------------------------------------------------- \| ---- \| ---- \| ----- \| \| \| 1 \| \| Ajla Tomljanović Angelique Kerber \| 6 4 \| 2 6 \| 67 7 \| \| \| 2 \| \| Alex de Minaur Alexander Zverev \| 5 7 \| 6 3 \| 6 4 \| \| \| 3 \| \| Storm Hunter / Matthew Ebden Laura Siegemund / Alexander Zverev \| 62 7 \| 7 62 \| 13 15 \| \| |                                                              |                                                                 |            |      |       |  |
| |                                                              |                                                                 | 1          | 2    | 3     |  |
| 1 | Australia (bandiera) · Germania (bandiera)                   | Ajla Tomljanović Angelique Kerber                               | 6 4        | 2 6  | 67 7  |  |
| 2 | Australia (bandiera) · Germania (bandiera)                   | Alex de Minaur Alexander Zverev                                 | 5 7        | 6 3  | 6 4   |  |
| 3 | Australia (bandiera) · Germania (bandiera)                   | Storm Hunter / Matthew Ebden Laura Siegemund / Alexander Zverev | 62 7       | 7 62 | 13 15 |  |

### Finale

#### Polonia vs. Germania
| Polonia 1 | Ken Rosewall Arena, Sydney, Australia 7 gennaio 2024 Cemento | Ken Rosewall Arena, Sydney, Australia 7 gennaio 2024 Cemento    | Germania 2 |     |      |  |
| \| \| \| \| 1 \| 2 \| 3 \| \| \| - \| \| --------------------------------------------------------------- \| ---- \| --- \| ---- \| \| \| 1 \| \| Iga Świątek Angelique Kerber \| 6 3 \| 6 0 \| \| \| \| 2 \| \| Hubert Hurkacz Alexander Zverev \| 7 63 \| 6 7 \| 4 6 \| \| \| 3 \| \| Iga Świątek / Hubert Hurkacz Laura Siegemund / Alexander Zverev \| 4 6 \| 7 5 \| 4 10 \| \| |                                                              |                                                                 |            |     |      |  |
| |                                                              |                                                                 | 1          | 2   | 3    |  |
| 1 | Polonia (bandiera) · Germania (bandiera)                     | Iga Świątek Angelique Kerber                                    | 6 3        | 6 0 |      |  |
| 2 | Polonia (bandiera) · Germania (bandiera)                     | Hubert Hurkacz Alexander Zverev                                 | 7 63       | 6 7 | 4 6  |  |
| 3 | Polonia (bandiera) · Germania (bandiera)                     | Iga Świątek / Hubert Hurkacz Laura Siegemund / Alexander Zverev | 4 6        | 7 5 | 4 10 |  |